# 17岁青春遁走
《17岁青春遁走》是古谷實創作的日本漫画作品，是古谷實在商業漫画雜誌上連載的第5套作品。本作品由2003年到2005年在週刊Young Magazine上連載。
改編真人電視劇預定於2023年4月8日至6月24日在東京電視台播出。

## 概要
《17岁青春遁走》這套漫畫作品，是古谷实继《去吧！稻中乒团》、《庸才》两部作品之后的又一部长篇漫画，全书共有六卷，由讲谈社于2003年到2005年间发行。作品的日語原名的意思是雪卡毒，是一種常見於深海珊瑚魚的食物毒素。故事描写的是一群17岁躁动不安的少年男女们的故事，但這些事對他們來說，不但無益，而且有害，就好像深海中的珊瑚魚，吃了含有雪卡毒的植物後，雪卡毒在慢慢積累之下，連人也被毀滅了。

## 登場人物
荻野优介
一个弱小平凡的高中男生，作品以荻野为线索，细致的描写了高中校园暴力，年轻的偏执狂，援交，强奸，黑社会等现实社会的阴暗面，尤其是性与暴力，对17岁懵懂少年的冲击，同时也通过描写荻野与具有坚强自主性的漂亮女友——南云由美的交往，淋漓尽致地展现出了一个17岁懦弱少年的情感成长史。主人公荻野优介，在一次次超出接受能力的突然事件中，虽然有些被动，但是也终于用自己的忍耐和坚持，一步步不断克服困难，最终走向成熟。
高井贵男
谷脇
明子
坂月美和
南云由美
田岛爱子
“森林野狼”
齊藤一樹
齊藤一樹是个外形俊朗的17岁少年，虽然不强壮，但外表决谈不上弱小。是弟弟，有着内向，懦弱的性格。
从一般意义而言，荻野优介绝对是沉默寡言的内向男孩，又因为外表毫不出众，所以很容易被忽视，也的确不容易交到朋友，这时荻野发现了斉藤，或者说斉藤发现了荻野。两人有着相同的志趣，有着大量的共同语言，又都比较内向，平时压抑的言语都迸发了出来，应该说此时的二人的的确确算的上是朋友了。
也许荻野真的将斉藤作为朋友，可是在斉藤的内心深处，却对荻野有着别样的感受。在斉藤眼中，荻野本应该是个只会唯唯诺诺受人欺负、一事无成的窝囊废，可是荻野不但有自己的梦想，并且一步步实现，不但拥有自己的电单车，更赢得了一位优秀的女友——南云由美，这不但但是令斉藤嫉妒，而是令斉藤完全无法接受。尤其当斉藤拾到荻野的手机，并在手机里看到南云的秘处，这个年轻的心在扭曲，对荻野莫名的不满和对南云肉体的执着，开始攫取了斉藤的理智。
在损友金造的一再怂恿之下，终于斉藤丧失了最后的理智，真的行动起来决心要进犯南云，不過斉藤本人最后还是放弃了罪恶的念头。
金造
新林
越光弘
太田律子
村冈晴枝

## 電視劇
改編真人電視劇是東京電視台於2023年4月8日（7日深夜）至6月24日（23日深夜）播出的電視劇24連續劇，由醍醐虎汰朗主演。

### 登場人物
- 荻野優介：醍醐虎汰朗[1]
- 南雲由美：關水渚[1]
- 谷脇：長谷川慎（THE RAMPAGE from EXILE TRIBE）[2]
- 明子：吉原怜那[2]
- 高井貴男：丈太郎[2]
- 田島愛子：三浦理奈[2]
- 荻野舞子：今藤洋子
- 「森林野狼」：吉岡睦雄

### 製作團隊
- 原作：古谷實『17歲青春遁走』（講談社『Young Magazine KC』）
- 編劇：政池洋佑
- 配樂：林祐介
- 片頭曲：THIS IS JAPAN（Ki/oon Music）[3]
- 片尾曲：忘れらんねえよ（Bandwagon / UNIVERSAL MUSIC）[3]
- 導演：林雅貴、伊野瀨優、高杉考宏、中村洋介
- 總製作人：祖父江里奈（東京電視台）
- 製作人：吉川肇（東京電視台）、深津智男（DJANGO FILM）
- 制作：東京電視台、DJANGO FILM
- 製作著作：「17歲青春遁走」製作委員會

### 播放日程
| 集數   | 放送日期 | 導演     |
| ------ | -------- | -------- |
| 第1話  | 4月08日  | 林雅貴   |
| 第2話  | 4月15日  | 林雅貴   |
| 第3話  | 4月22日  | 林雅貴   |
| 第4話  | 4月29日  | 伊野瀨優 |
| 第5話  | 5月06日  | 伊野瀨優 |
| 第6話  | 5月13日  | 林雅貴   |
| 第7話  | 5月20日  | 伊野瀬優 |
| 第8話  | 5月27日  | 中村洋介 |
| 第9話  | 6月03日  | 高杉考宏 |
| 第10話 | 6月10日  | 高杉考宏 |
| 第11話 | 6月17日  | 林雅貴   |
| 最終話 | 6月24日  | 林雅貴   |

## 外部連結
漫畫
- 講談社 Comic Plus介紹 （页面存档备份，存于）（日語）

電視劇
- 電視劇官方網站（日語）
- 電視劇的X（前Twitter）（日語）
- 電視劇的TikTok（日語）

| 日本 東京電視台 電視劇24                 | 日本 東京電視台 電視劇24                 | 日本 東京電視台 電視劇24 |
| ---------------------------------------- | ---------------------------------------- | ------------------------ |
|                                          | 17歲青春遁走 （2023年4月8日－6月24日）   |                          |
| 今晚是壽喜燒哦 （2023年1月7日－3月25日） | 初恋，稍顯粗糙 （2023年7月8日－9月23日） |                          |